# 旋風管家 (電視劇)
《旋風管家》（日語：ハヤテのごとく! ，英語：Hayate the Combat Butler），台灣八大電視首部中華民國與大韓民國合作的偶像劇，改编自日本漫畫家畑健二郎的同名漫畫及動畫作品《旋風管家》，沿用原作的設定、原創的劇情。由韓國女星朴信惠攜手胡宇威、李毓芬、李依瑾、邵翔及寺唯宏正等人主演。
雖於九月底開鏡，劇組卻因造型不夠貴氣停拍近1個月，2010年10月19日正式復拍，2011年2月17日全劇殺青，民視無線台及八大綜合台分別於2011年6月19日及6月25日正式播出，分別於9月11日、9月17日播出完結篇。

## 播出時間

### 首播
| 頻道                            | 所在地   | 播映日期                | 播出時間             |
| ------------------------------- | -------- | ----------------------- | -------------------- |
| 民視無線台 （數位頻道同步播出） | 臺灣     | 2011年6月19日起         | 每星期日21：40播出   |
| 八大綜合台                      | 臺灣     | 2011年6月25日起         | 每週六22：30播出     |
| 愛爾達影劇台 （中華電信MOD）    | 臺灣     | 2011年7月31日起         | 每週日21：00播出     |
| Astro 双星                      | 马来西亚 | 2011年10月15日起        | 每週一至五22：30播出 |
| DATV                            | 日本     | 2011年9月4日起          |                      |
| BS JAPAN                        | 日本     | 2012年4月6日至8月17日   |                      |
| 長崎国際電視台                  | 日本     | 2012年4月起             | 於平日16時播出       |
| 無綫劇集台                      | 香港     | 2011.10.30 - 2012.01.01 | 星期日19:30-21:00    |

### 重播
| 頻道                              | 所在地 | 播映日期        | 播出時間         |
| --------------------------------- | ------ | --------------- | ---------------- |
| 民視無線台 （數位頻道同步播出）   | 臺灣   | 2011年6月26日起 | 每週日14：00播出 |
| 八大综合台 （壹電視頻道同步播出） | 臺灣   | 2011年6月26日起 | 每週日16：00播出 |

## 人物演員陣容

### 主要演員
| 演員                | 劇中角色          | 角色原型            | 介紹 | 登場集數    | 粤配   |
| 胡宇威              | 凌奇颯            | 綾崎颯              | 21歲，小芷的專屬管家，有對愛賭博又不負責任的雙親，在聖誕節時被父母拋棄，而且留下55,556,789元 債務，決定綁架芷但被其誤會成示愛，因而被小芷請至大宅工作。個性溫和有禮，擅長家務工作。 | 全劇        | 曹啟謙 |
| 朴信惠 配音：何依霈 | 小芷 （三千院芷） | 三千院凪            | 18歲，三千院財閥的大小姐。因為誤會小颯的「綁架宣言」成告白，而把小颯請來當專屬管家。 不喜歡三種食物，分別是牛奶、花椰菜跟魚。                                                       | 全劇        | 何璐怡 |
| 朴信惠 配音：何依霈 | 三千院靜          | 三千院紫子          | 帝老爺的女兒，小芷的媽媽，已過世，在帝老爺的回憶中常出現。 | 第3,10,12話 | 何璐怡 |
| 李毓芬              | 瑪莉亞/費歐娜     | 瑪莉亞/天王州雅典娜 | 22歲，小芷的貼身女僕，深受小芷的信賴，因其亮麗外型而成為了小颯的暗戀對象。 | 第1-12話    | 曾佩仪 |

### 其他演員
| 演員     | 劇中角色 | 角色原型   | 介紹 | 登場集數         | 粤配   |
| 邵翔     | 鞠宣     |            | 21歲，小芷、澤語的青梅竹馬，亦是小芷的未婚夫，但卻不被小芷喜歡，後來是小颯的情敵。個性孩子氣又愛面子，為鞠氏國際影視中心DVD出租店老闆。為了重振家聲而不停在出租店中努力。          | 第2-13話         | 梁偉德 |
| 寺唯宏正 | 端木澤語 | 鷺之宮伊澄 | 21歲，小芷、鞠宣的青梅竹馬，擁有靈異體質，永遠都是睡不飽的樣子，但一靠近小芷就有如被充電。由於其功力不佳，尋求小颯幫助而被小芷誤認成同性戀。                                       | 第2-7,9-13話     | 關令翹 |
| 金勤     | 金之介   | 薰京之介   | 31歲，白皇學院大學部體育老師。雪鷺的高中同學，喜歡雪鷺，卻又不懂表達 | 第4-5,7-13話     |        |
| 黃鐙輝   | 康太郎   | 東宮康太郎 | 22歲，小芷的同班同學 | 第4,6-7,10話     |        |
| 紀亞文   | 慕容兵侍 | 冴木冰室   | 22歲，何大河少爺的管家，2010年WBL世界管家聯盟Top Seven管家之一 | 第2,5,7話        |        |
| 楊琪     | 桂雪鷺   | 桂雪路     | 31歲，白皇學院大學部的世界史老師，桂雛菊的姊姊，卻與資優生妹妹個性迥異，嗜酒如命、懶散成性                                                                                         | 第4-13話         | 沈小兰 |
| 李依瑾   | 桂雛菊   | 桂雛菊     | 21歲，白皇學院大學部三年級學生，身兼學生會會長，標準模範學生 | 第4-13話         | 陈皓宜 |
| 朱德剛   | 柯老夫   | 克勞斯     | 52歲，三千院家的總管，對於小颯的不明來歷而十分擔心。 | 第1-3,11-13話    |        |
| 陶傳正   | 帝老爺   | 三千院帝   | 三千院集團的總裁，小芷的爺爺，重型機車車隊長，喜歡遊歷而缺乏跟小芷溝通。為了要停止三千院家相傳的王玉而引起的腥風血雨，因此幫助小颯還清55,556,789元的賭債，希望小颯能幫忙毀掉王玉。 | 第2-3,12-13話    |        |
| 何篤霖   | 凌奇舜   | 綾崎瞬     | 凌奇颯的父親，因賭博留下55,556,789元賭債給小颯便離去。 | 第1,3,11話       |        |
| 郭靜純   | 小颯母   |            | 凌奇颯的母親，因賭博留下55,556,789元賭債給小颯便離去。 | 第1,3,11話       | 黃玉娟 |
| 馬世莉   | 莎莎姨   | 貴島沙希   | 40歲，原為鞠家的管家，與鞠宣之間宛若親母子。隨鞠宣之母美晴嫁入鞠家而工作，但鞠宣雙親離世後因不忍心而義務留在鞠家工作。                                                             | 第3-6,10,12-13話 |        |
| 唐國忠   | 季神     | 姬神茜     | 28歲，原為小芷的管家，後被帝老爺指派到端木家服務，成為端木澤語的管家，密謀要搶奪王玉。                                                                                             | 第2-3,9-10話     |        |
| 曾子余   | 何大河   | 大河內大河 | 21歲，個性傻氣，對兵侍相當崇拜，常常搞混主僕關係 | 第2,5,7話        |        |
| 博焱     | 袁野風   | 野野原楓   | 22歲，康太郎的管家，2010年WBL世界管家聯盟Top Seven管家之一 | 第6話            |        |
| 方友     | 美希     | 花菱美希   | 21歲，搞笑又功課差，卻擔任小芷班上的班長，常與雪鷺共謀作出很多瞎事，是熱鬧又可愛的甘草人物。                                                                                       | 第4,6-7,10-11話  |        |

### 客串演出
| 演員                      | 劇中角色            | 角色原型            | 介紹 | 登場集數        | 粤配   |
| 秦楊                      | 黑道老大            |                     | 討債集團老大，因小颯雙親欠下的55,556,789元賭債而尋找小颯還債，因「你連當個壞人的勇氣也沒有」而令小颯決心綁架小芷。以「一桶汽油跟一枝特大『番仔火』」 打算要小颯還債，但最終因帝老爺用5600萬幫忙還債而離去。 | 第1-2話         |        |
| 郭彥均                    | 小吉                |                     | 討債集團小卒，吉娃娃二人組之一 | 第1-2話         |        |
| 郭彥甫                    | 小娃                |                     | 討債集團小卒，吉娃娃二人組之一 | 第1-2話         |        |
| 陳昱丞                    | 凌奇颯(幼年)        | 綾崎颯              | 凌奇颯的小時候 | 第1,4,7,11話    |        |
| 陳詩穎 日文配音：川澄綾子 | 費歐娜/瑪莉亞(幼年) | 天王州雅典娜/瑪莉亞 | 小颯的青梅竹馬，對於小颯的父母極度不滿。 | 第1,4,7,11-12話 |        |
| 彭若儀                    | 小芷(幼年)          | 三千院凪            | 小芷的小時候 | 第1,5,7,10-12話 | 何璐怡 |
| 蘇品杰                    | 鞠宣(幼年)          | 橘亘                | 鞠宣的小時候 | 第5,7話         |        |
| 高宇廷                    | 端木澤語(幼年)      | 鷺之宮伊澄          | 端木澤語的小時候 | 第11話          |        |
| 黃子佼                    | 總編輯              |                     | 雜誌社總編 | 第1話           |        |
| 卜學亮                    | 編輯                |                     | 雜誌社主管 | 第1話           |        |
| 賈孝國                    | 老闆                |                     | 傷心酒店老闆。只僱用年滿二十五歲的非在學人士。 將小颯的一萬七千八百二十六元的薪酬全給了其父母。 | 第1話           |        |
| 周馬太                    | 夜衝兩人組          |                     | | 第1,10話        |        |
| 吳志豐                    | 夜衝兩人組          |                     | | 第1,10話        |        |
| 高山峰                    | 歹徒A               |                     | 綁架小芷的歹徒之一 | 第1話           |        |
| 馬國畢                    | 歹徒B               |                     | 綁架小芷的歹徒之一 | 第1話           |        |
| 壯壯                      | 組長                |                     | 救護組組長 | 第2-3,7話       |        |
| 張皓明                    | 綁匪A               |                     | 要搶奪王玉，把小芷綁走 | 第4話           |        |
| 黃泰安                    | 綁匪B               |                     | 要搶奪王玉，把小芷綁走 | 第4話           |        |
| 王德生                    | 綁匪老大            |                     | 要搶奪王玉，把小芷綁走 | 第4話           |        |
| 漢宗                      | 客人                |                     | DVD店客人 | 第4話           |        |
| 陳慕義                    | 幫派老大甲          |                     | | 第7話           |        |
| 單承矩                    | 幫派老大乙          |                     | | 第7話           |        |
| 高浩原                    | 雛菊養父            |                     | 於雛菊7歲時領養了雪鷺、雛菊姐妹倆 | 第7-8話         |        |
| 應采靈                    | 雛菊養母            |                     | 於雛菊7歲時領養了雪鷺、雛菊姐妹倆 | 第7-8話         |        |
| 琇琴                      | 韓國大媽            |                     | 飯店櫃檯人員 | 第8-9話         |        |
| 林智賢                    | 老闆                |                     | 女僕餐廳老闆 | 第9話           |        |
| 馬利歐                    | 餐廳搶匪            |                     | | 第9話           |        |
| 龜爺                      | 老闆                |                     | 拉麵店老闆 | 第10話          |        |
| 黃羿真                    | 店長                |                     | 模型店店長 | 第11話          |        |
|                           | 費歐娜父親          |                     | 瑪莉亞(費歐娜)的父親 | 第12話          |        |
|                           | 費歐娜母親          |                     | 瑪莉亞(費歐娜)的母親 | 第12話          |        |
| 巧克力                    | 婚禮顧問            |                     | | 第13話          |        |

## 歌曲

### 主題曲
| 名稱   | 歌名     | 作詞   | 作曲   | 主唱           |
| ------ | -------- | ------ | ------ | -------------- |
| 片頭曲 | 別問我   | 韋禮安 | 韋禮安 | 韋禮安         |
| 片尾曲 | 單邊耳機 | 葉樹賢 | 易桀齊 | 胡宇崴、謝沛恩 |

### 插曲
| 歌名        | 作詞         | 作曲    | 主唱            |
| ----------- | ------------ | ------- | --------------- |
| 幸福最終話  | 王雅君       | JK、Jin | 陳暉宜(飛魚)    |
| 有我在      | 黃文萱、陳偉 | 陳偉    | 胡宇崴          |
| 夜          |              |         | 曾靜玟          |
| Turn around |              |         | 戴蕙心(Shirley) |

## 周邊商品

### 寫真書籍
內容包括寫真、人物專訪、劇情式漫畫版面、幕後花絮等。
【詳細資料】
書　名　：《旋風管家 專屬寫真全紀錄》
作　者　： 八大電視、台灣角川編輯部
出版社　：台灣角川
出版日期：2011/06/25
語　言　：繁體中文
國際書號：ISBN 9789862872345
叢書系列：photo album寫真集
規　格　：112頁 / 18.5 x 26 cm / 全彩印刷
出版地　：台灣
【目錄】
Ch1 三千院華麗誕生 製作緣起
Ch2 傲嬌千金小姐 朴信惠（飾 小芷）
Ch3 負債萬能管家 胡宇崴（飾 凌奇颯）
Ch4 超萌謎樣女僕 李毓芬（飾 瑪莉亞）
Ch5 可愛學生會長 李依瑾（飾 桂雛菊）
Ch6 落難企業小開 邵翔（飾 鞠宣）
Ch7 雙面通靈公子 寺唯宏正（飾 端木澤語）
Ch8 世界管家聯盟 紀亞文（飾 慕容兵侍）、博焱（飾 袁也楓）、其他管家
Ch9 最佳綠葉 楊琪、金重鹹、曾子余等
Ch10 千金小姐與旋風管家的love story
- 飛車快遞
- 綁票驚魂
- 管家考驗&新生訓練
- 三千院豪門生活
- 平民約會愛萌芽
- 慶祝舞會
- 馬拉松風波
- 白皇學院上課點滴
- 小姐去打工
- 愛戀與掙扎
- 費歐娜的復仇

Ch11 管家趣味秘辛
- 各式挑戰追趕跑跳碰
- 犧牲色相大家豁出去
- 演技大比拼
- 笑場耍寶輕鬆一下
- 到此一遊自拍照
- 幕後無名英雄

Ch12 夢幻場景之旅
- 豪斯登堡篇
- 台灣篇

### 電視原聲帶
此原聲帶由偶像與實力派歌手初試啼聲擔任演唱，收錄了創作歌手韋禮安演唱為劇集量身訂做的片頭曲「別問我」，男主角胡宇崴和Aggie合唱的片尾曲「單邊耳機」，以及飛魚、曾靜玟、Shirley演唱的插曲。
【詳細資料】
名　稱　：《旋風管家 電視原聲帶》
發行商　：福茂唱片音樂股份有限公司
發行日期：2011年6月30日
語　言　：國語
商品條碼：EAN 4717398702558
產品編號：70255
專輯類型：台灣電視原聲大碟
媒體格式：鐳射唱片
製作地　：台灣

### 電視小說
【詳細資料】
書　名　：《旋風管家 電視小說》
作　者　：八大電視公司
出版社　：台灣角川
出版日期：2011/07/13
語　言　：繁體中文
國際書號：ISBN 9789862872352
叢書系列：偶像劇小說
規　格　：240頁 / 14.8 x 21 cm / 雙色印刷
出版地　：台灣

## 收視率
民視首播收視率
- 播出首週的收視率比原節目時段《愛讓我們在一起》最後一周高。同時亦略高於《愛讓我們在一起》的首播成績。

| 播映日期   | 集數     | 標題                                                       | 平均收視率 | 收視排名 | 備註                                                            |
| ---------- | -------- | ---------------------------------------------------------- | ---------- | -------- | --------------------------------------------------------------- |
| 2011/06/19 | 第1話    | 欠債金額：五仟五佰五十五萬六仟七佰八十九元整！！！         | 1.27       | 3        | 文字播出26分鐘幕後花絮 原時段：《愛讓我們在一起》（收視率0.71） |
| 2011/06/26 | 第2話    | 你很快就會知道我是誰！！                                   | 1.36       | 3        |                                                                 |
| 2011/07/03 | 第3話    | 大小姐，妳放心，我一定會實踐諾言，誓死保護王玉！！         | 1.36       | 3        |                                                                 |
| 2011/07/10 | 第4話    | 什麼！？原來大小姐一直在逃學！？那怎麼可以！？             | 1.28       | 3        |                                                                 |
| 2011/07/17 | 第5話    | 給…給我好好看清楚！                                        | 1.11       | 3        |                                                                 |
| 2011/07/24 | 第6話    | 管家最重要的責任，是把主人引導到正確的方向！               | 0.96       | 3        |                                                                 |
| 2011/07/31 | 第7話    | 鞠宣喜歡的那個人就是妳！小芷！                             | 1.04       | 3        |                                                                 |
| 2011/08/07 | 第8話    | 我說，我喜歡小颯！                                         | 1.12       | 3        |                                                                 |
| 2011/08/14 | 第9話    | 三千院家的好日子就要結束了。看緊你們最重要的東西吧！       | 0.88       | 3        | 適逢《醉后决定爱上你》本週大结局                                |
| 2011/08/21 | 第10話   | 只要呼喚你，無論天涯海角你都願意來，這句話是真的嗎？       | 1.18       | 3        |                                                                 |
| 2011/08/28 | 第11話   | 如果你只有那句「對不起」要說，那我聽膩了…                  | 1.28       | 3        |                                                                 |
| 2011/09/04 | 第12話   | 屬於費歐娜的過去，有我一個人記得，有我一個人守護就可以了！ | 0.86       | 2        |                                                                 |
| 2011/09/11 | 第13話   | 王玉碎了！？                                               | 1.04       | 2        |                                                                 |
| 平均收視   | 平均收視 | 平均收視                                                   | 1.14       | -        | -                                                               |

- 同時段節目：台視《醉後決定愛上你／小資女孩向前衝》、中視《美樂。加油／料理情人夢》、華視《飛行少年》
- 資料來源：中時娛樂

## 拍攝地點

### 臺灣

#### 臺北市
- 大安森林公園
- 七星山

#### 新北市
- 板橋車站

#### 臺中市
- 亞洲大學

#### 南投縣
- 惠蓀林場

#### 嘉義縣
- 國立中正大學

#### 高雄市
- 高雄車站
- 義大世界

#### 屏東縣
- 墾丁

### 日本

#### 長崎縣
- 豪斯登堡

## 製作團隊
片頭工作人員表
- 後製導演：張映綸
- 執行導演：吳建新
- 總導演：林子平

片尾工作人員表
- 監製：趙善意、蔡若津、方可人、馮家瑞
- 製作人：王信貴、王傳仁、丁逸筠
- 編劇統籌：龔敏惠
- 行銷統籌：蔡妃喬
- 策劃：辛舒蓓
- 編審：王臨俐、陳瑩珊
- 編劇：龔敏惠、汪秀賢
- 企劃：劉育君、楊宜樺
- 副導演：林書弘、謝安婕、陳毅軒
- 助理導演：賴昇隆
- 場記：范家瑋
- 外聯製片：陳鯨文
- 執行製片：徐承暉
- 日本製片：管田賢二
- 製作助理：徐理夏、邱羿瑄、陳冠州、劉旻宏、黃志葦
- 韓國協力：JANE、KWON、HYO、JIN、JUNG、JUN-HWAN
- 攝影師：黃天仁、陳惠生、楊豐銘、林玉堂
- 攝影助理：林晏瑜
- 攝影器材：合瑪製作股份有限公司
- 燈光師：莊勝欽、莊季營
- 燈光助理：恆盟傳播有限公司、龍興源、鄧文雄
- 成音組：猴子電男孩影藝有限公司、陳維良、簡新祐
- 美術指導：王詩蕙、黃千容
- 執行美術：洪蕙毓、陳鵬屹、呂宛芝、李信忠
- 場務器材：永祥器材股份有限公司、王正山、賴坤助
- 造型：卡蕾工作室、陳玉枝、李郁婷、李雅婷
- 服裝管理：林千茹
- 台灣梳化組：小杜工作室
- 韓國梳化組：KIM JOA、KIM YOUNG SIN
- 朴信惠韓文翻譯：原永泰
- 腳踏車替身：陳奧良
- 車輛特技：朱科豐
- 生存遊戲：亮哥
- 後製統籌：陳慧郁
- 後製作：羅琬茜
- 剪輯後製：光源影音、林均珮、周宏宜、姜敘佩
- 後製動畫：深入科技、Bobby、江崇智、張巨虎、林怡君
- 片頭剪輯：光源影音、林均珮
- TC調光：台北影業、李懿瑩
- 配樂編曲：嘉莉錄音工坊
- 音效：嘉莉錄音工坊
- 企劃宣傳：杜蕙茹、陳玲慧、劉培玉、鄧清修、張翔茹、鄭雅惠、李清福、鄭晏
- 活動企劃：賴昱璇、鄭惠文、謝尚蓉
- 專案企劃：廖依鈴、蔡慧穎、劉文足、張雅婷
- 公官宣傳：劉佳音、黃盈瑜
- 平面攝影：陳志昇
- 戲劇包裝：王芳茵、楊志偉、蔡佳軒
- 視覺設計：蘇琬婷、吳佳倩、陳宇青
- 動畫設計：陳俞卿
- 網頁設計：詹永祥、陳盈君
- 版權行銷：文素觀、陳君屏、陳啟超
- 寫真發行：台灣角川
- 原聲帶發行：福茂唱片
- 製作公司：八大電視股份有限公司

## 大事紀
- 2010年9月27日：2010台北電視節舉行發布會。
- 2010年10月19日：正式復拍。
- 2011年2月17日：全劇殺青。
- 2011年6月12日：【旋風管家】搶鮮見面會。(朴信惠、胡宇崴、李毓芬、邵翔、寺唯宏正、李依瑾、紀亞文)
- 2011年6月13日：【旋風管家】媒體首映會。(朴信惠、胡宇崴、李毓芬、邵翔、寺唯宏正、李依瑾、紀亞文、楊淇、金勤、黃鐙輝)

## 節目的變遷
| 民視無線台 每週日 21:40 - 23:40            | 民視無線台 每週日 21:40 - 23:40                      | 民視無線台 每週日 21:40 - 23:40            |
| ------------------------------------------ | ---------------------------------------------------- | ------------------------------------------ |
|                                            | 旋風管家 旋風管家幕後花絮 （2011.06.19 - 2011.9.11） |                                            |
| 愛讓我們在一起 （2011.03.20 - 2011.06.12） | 我可能不會愛你 （2011.9.18 - 2011.12.11）            |                                            |
| 八大綜合台 每週六 22:30 - 00:30            |                                                      |                                            |
| 大腳走天下(特輯重播版)                     | 旋風管家 旋風管家幕後花絮 （2011.06.25 - 2011.9.17） | 我可能不會愛你 （2011.9.24- 2011.12.17）   |
| 新加坡 星和都會台 星期一至五 22:00 - 23:00 |                                                      |                                            |
| 鐵漢校長 （2011.08.03 - 2011.08.31）       | 旋風管家 （2011.09.01 - 2011.09.28）                 | 愛讓我們在一起 （2011.09.29 - 2011.10.28） |
| 马来西亚 Astro双星 星期一至五 21:30-23:30  |                                                      |                                            |
| —                                          | 旋風管家 (2011.10.18 - 2011.11.14）                  | 醉後決定愛上你 (2011.11.15 - 2011.12.27)   |
| 香港 無綫劇集台 星期日19:30-21:00          |                                                      |                                            |
| 醉後決定愛上你 （2011.07.17 - 2011.10.23） | 旋風管家 （2011.10.30 - 2012.01.01）                 | 我可能不會愛你 （2012.01.08 - 2012.03.25） |
| 八大綜合台 星期一至四23:00 - 00:00         |                                                      |                                            |
| 終極一班2 （2012.01.07 - 2013.02.26）      | 旋風管家 （2013.02.27 - 2013.04.03）                 | 最佳愛情 （2013.04.04 - 2013.05.16）       |

## 外部連結
- （繁體中文）民視《旋風管家》官方網站
- （繁體中文）八大《旋風管家》官方網站
- （日語）http://www.kandera.jp/sp/hayate/index.html （页面存档备份，存于）